# الغابة (أبو حمص)
قرية الغابة هي إحدى القرى التابعة لمركز أبو حمص في محافظة البحيرة في جمهورية مصر العربية. حسب إحصاءات سنة 2006، بلغ إجمالي السكان في الغابة 9565 نسمة، منهم 4889 رجل و4676 امرأة.